# Mocha Dick
Mocha Dick was een mannelijke potvis (Physeter macrocephalus) die vroeg in de 19e eeuw veel in de Grote Oceaan werd aangetroffen, met name in de wateren rond het eiland Mocha, voor de kust van Chili. De potvis was een albino, en bekend bij walvisjagers om zijn vele ontsnappingen. De walvis was een van Herman Melvilles inspiratiebronnen bij het schrijven van Moby-Dick.

## Geschiedenis

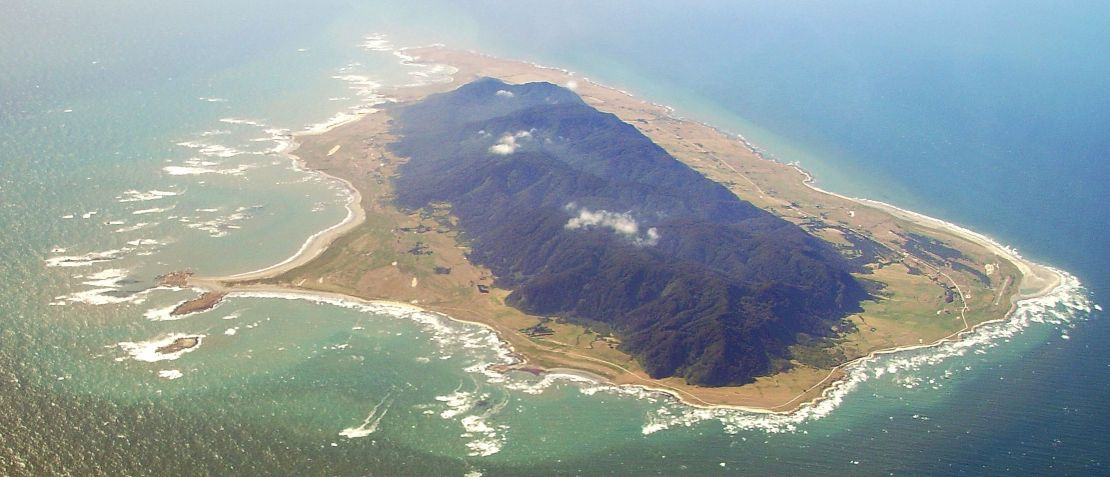
Het Zuid-Amerikaanse eiland Mocha, waar Mocha Dick regelmatig in de omliggende wateren werd aangetroffen

Mocha Dick werd waarschijnlijk nog voor 1810 voor het eerst bejaagd nabij het eiland Mocha. Door zijn ontsnapping en zijn opvallende witte verschijning werd hij bekend onder walvisvaarders uit Nantucket. Er werden in de daaropvolgende jaren tal van vergeefse pogingen gedaan om Mocha Dick te doden. Bij nadering was Mocha Dick heel rustig, maar eenmaal aangevallen werd hij uiterst agressief en maakte daarbij hoge sprongen uit het water. Veel vangbootjes werden door zijn staartvin verwoest.
Verslaggever Jeremiah N. Reynolds verzamelde verslagen van ooggetuigen en publiceerde deze in mei 1839 in het tijdschrift The Knickerbocker. De potvis werd beschreven als "een oude mannetjeswalvis van wonderbaarlijke grootte en kracht (...), zo wit als wol." De kop was bedekt met zeepokken en het waterspuiten was aanmerkelijk luidruchtiger dan bij een gemiddelde potvis.
Mocha Dick wist volgens sommige bronnen minstens honderdmaal te ontsnappen. Volgens Reynolds' verslag verscheen hij in 1838 naar aanleiding van noodsignalen van een vrouwelijke potvis, wier kalf zojuist door walvisvaarders was gedood. De albinopotvis werd gedood. Zijn lichaam mat circa 21 meter en bevatte honderd vaten walschot. Er werden negentien harpoenen in zijn lichaam geteld.

## Latere verschijningen
In 1849 rapporteerde The Knickerbocker het verschijnen van Mocha Dick in de Noordelijke IJszee. Misschien betrof het een andere potvis, daar albinisme bij potvissen geen grote zeldzaamheid is.